# Nocturama (opera teatrale)
Nocturama è un'opera teatrale della drammaturga statunitense Annie Baker, sviluppata al Cape Cod Theatre di Nova Scotia e rappresentata in prima assoluta a Falmouth nel 2008.

## Trama
La vicenda si svolge a Shirley, una piccola città immaginaria del Vermont, nel 2007. Il ventiseienne Skaggs torna a vivere con la madre Judy dopo un esaurimento nervoso causato dalla fine di una relazione importante. Judy, divorziata, ora vive con il nuovo fidanzato Gary, un uomo sovrappeso e ossessionato dai videogiochi, in particolare uno chiamato Nocturama. Durante la sua permanenza a casa, Skaggs visita la casa-museo di un poeta locate dell'Ottocento, morto suicida; qui conosce la guida, Amanda, un'afroamericana ossessionata dal poeta. I due cominciano a uscire e alla fine Skaggs invita la ragazza a casa sua, per una cena in famiglia.
Mentre i genitori cucinano, Skaggs prova a fare sesso con la ragazza, ma Amanda non riesce a consumare un rapporto sessuale con il ragazzo, perché troppo timida e inibita. La cosa irrita Skaggs, il cui umore peggiora durante la cena anche a causa dell'insofferenza che gli causa Gary. Il comportamento del figlio mette a dura prova Judy, che non riesce a decidersi tra l'amore per Skaggs e quello per Gary, anche perché ora riesce finalmente a vedere nel compagno tutti i difetti che il ragazzo le ha fatto notare. Mentre la cena degenera e Amanda lascia la casa, Judy decide di non tollerare oltre la gelosia infantile del figlio e caccia di casa Skaggs, preferendo concentrarsi sulla sua nuova relazione.

## Rappresentazioni
Una prima messa in scena di Nocturama fu allestita al Cape Cod Theatre Project di Falmouth nel 2008, con la regia di Hal Brooks e Michael Chernus e Guy Boyd nel cast. Il 10 maggio 2010 il dramma è stato letto pubblicamente al Manhattan Theatre Club dell'Off Broadway, con la regia di Sam Gold.